# Liste deutscher Adelsgeschlechter/L
| Name                                | Zeitraum                                             | Anmerkungen | Wappen                                     |
| ----------------------------------- | ---------------------------------------------------- | --- | ------------------------------------------ |
| L’Estocq                            | ?                                                    | Hugenottische Familie, die in Preußen ansässig wurde |                                            |
| La Roche                            | seit ca. 1000                                        | Adelsgeschlecht aus der Freigrafschaft Burgund |                                            |
| Laar                                | ab 1227 bzw. 1380                                    | zwei miteinander verwandte Adelsgeschlechter: Burgmanngeschlecht von Bentheim aus Bentheim, die sich von Laar nannten, und eine Familie aus Overijssel, die in der Grafschaft Bentheim ansässig wurde |                                            |
| Laber                               | 11. bis 15. Jh.                                      | edelfreies, altbayerisches Adelsgeschlecht, das sich nach seinen Hauptsitzen in Prunn, Laaber und Breitenegg nannte |                                            |
| Lachmüller von und zu Hofstatt      | seit 1665                                            | Tiroler Briefadelsgeschlecht; 1665 rittermäßiger Adelsstand; 1720 Freiherrenstand |                                            |
| Ladiges                             | ab 1823                                              | mecklenburgisch-dänisches Adelsgeschlecht |                                            |
| Ladner von Ladenburg                | vor 1400                                             | baden-württembergisches Adelsgeschlecht |                                            |
| Laer                                | bis 18. Jh.                                          | erloschenes westfälisches Adelsgeschlecht |                                            |
| Laer                                | ?                                                    | ursprünglich niederländisches, später westfälisches Adelsgeschlecht |                                            |
| Laffert                             | seit 1303 1664 nobilitiert                           | braunschweigisch-lüneburgischen Patriziergeschlecht, nach der Nobilitierung in Franken und Mecklenburg begütert. |                                            |
| von der Lage                        | ab 1243                                              | westfälisches Adelsgeschlecht |                                            |
| Laiming                             | Mitte 12. Jahrhundert bis 1679                       | erloschenes oberbayerisches Adelsgeschlecht |                                            |
| Laineck                             |                                                      | erloschenes fränkisches Adelsgeschlecht, aus dem gleichnamigen Ort Laineck (heute Ortsteil von Bayreuth in Oberfranken). Sie waren zunächst Ministeriale der Meranier. |                                            |
| Lamberg                             | seit 1343                                            | Kärntner-Krainer Uradel, womöglich eines Stammes mit den Herren von Graben; 1524 Reichsfreiherren; 1636 Reichsgrafen, 1707 Reichsfürsten; 1709 Landgrafen von Leuchtenberg |                                            |
| Lambsdorff                          | seit 1239                                            | Westfälisches Uradelsgeschlecht, das mit vollem Namen von der Wenge gen. Lambsdorff heißt. Vasallen des Deutschen Ordens. Seit 15. Jahrhundert in Livland begütert. 1880 russischer Grafenstand und preußische Grafenstandsbestätigung mit heutigem Namen. |                                            |
| Lamminger                           | Mitte 14. bis 18. Jh.                                | bayerisches Adelsgeschlecht |                                            |
| Lampert                             | 13. bis 14. Jh.                                      | erloschenes fränkisches Adelsgeschlecht |                                            |
| von der Lancken (Lancken-Wakenitz)  | seit 1285                                            | rügisch-pommersches Adelsgeschlecht; 1816 schwedische Freiherren – Außerdem gibt es nofch zwei weitere Familien von der Lancken mit unterschiedlichen Wappen |                                            |
| Schenk von Landegg                  | 13. bis 16. Jh.                                      | Schweizer Ritteradelsgeschlecht |                                            |
| Landenberg                          | seit 1177                                            | Uradel der Grafschaft Kyburg; 1773 französische Anerkennung des Freiherrenstandes; |                                            |
| Landesbergen                        | 12. Jh. bis 1881                                     | niedersächsisch-westfälisches Adelsgeschlecht |                                            |
| Landsberg                           | seit 1115                                            | bergisches und westfälisches Adelsgeschlecht; 1648 Reichsfreiherrenstand für Stamm Erwitte-Velen; 1840 preußischer Grafenstand für denselben. |                                            |
| Schenk von Landsberg                | 1207–1721                                            | erloschener märkischer und Lausitzer Adel |                                            |
| Landschad von Steinach              | 12. Jahrhundert bis 1653                             | erloschenes mittelalterliches niederes Adelsgeschlecht |                                            |
| Landstein                           | 1194–1478                                            | böhmisches Adelsgeschlecht aus dem Geschlecht der Witigonen |                                            |
| Landwüst                            | seit 1325                                            | Thüringer Adelsgeschlecht |                                            |
| Langen                              | seit 1315                                            | Lausitzer Uradelsgeschlecht |                                            |
| Langen                              | seit 1706                                            | in Vorpommern und Mecklenburg-Schwerin begütertes Briefadelsgeschlecht; 1706 Reichsadelsstand; preußischerFreiherrenstand 1839. |                                            |
| Langen                              | seit 1276                                            | westfälisches Adelsgeschlecht (bei Meppen) |                                            |
| Langen                              | seit 1184                                            | westfälisches Adelsgeschlecht (bei Westbevern) |                                            |
| Langen                              | bis 1444                                             | Dortmunder Patrizier- und Adelsgeschlecht; später auch in Lübeck ansässig |                                            |
| Langenbach                          | bis 17. Jh.                                          | erloschenes westfälisches Uradelsgeschlecht |                                            |
| Langenmantel vom RR                 | ?                                                    | Augsburger Patrizier-Familie; 1511 Aufnahme in Tiroler Adelsmatrikel; 1763 und 1766 Bestätigung des althergebrachten Adels; 1779 erblicher Freiherrenstand; |                                            |
| Langenstein (Baden)                 | seit 1827                                            | badisches Adelsgeschlecht |                                            |
| Langenstein (Schweiz)               | seit 1191                                            | schweizerisches Adelsgeschlecht mit Stammsitz in Melchnau, Kanton Bern |                                            |
| Langentreer                         | bis Mitte 15. Jh.                                    | erloschenes westfälisches Uradelsgeschlecht |                                            |
| Langermann und Erlencamp            | seit 1776                                            | mecklenburgisches Adelsgeschlecht |                                            |
| Langhals                            | bis Anfang 17. Jh.                                   | erloschenes westfälisch-niedersächsisches Adelsgeschlecht |                                            |
| Langheim                            | ab 1465                                              | preußisches Adelsgeschlecht |                                            |
| Langmann                            | 1352–1381 (?)                                        | erloschene Patrizierfamilie der Reichsstadt Nürnberg |                                            |
| Langwerth von Simmern               | seit 1215                                            | mittel- und oberrheinisches Uradelsgeschlecht, führt seit dem 18. Jahrhundert den Freiherrentitel unbeanstandet |                                            |
| Lanser                              | seit 1583                                            | tirolisches Briefadelsgeschlecht; 1583 Reichsadelsstand |                                            |
| Lanzenkirchen                       | 1130, 1132                                           | österreichisches Adelsgeschlecht in Lanzenkirchen in Niederösterreich | –                                          |
| Lappe                               | 1315–1419                                            | erloschenes niedersächsisches Grundherrengeschlecht im Land Hadeln |                                            |
| Lappe                               | bis 2. Hälfte 17. Jh.                                | erloschenes westfälisches Adelsgeschlecht |                                            |
| Larisch                             | seit 1279                                            | oberschlesisches Uradelsgeschlecht, 1654 böhmischer Freiherrnstand, 1748 böhmischer Grafenstand, 1791 österreichischer Grafenstand Larisch von Mönnich |                                            |
| Lasser von Zollheim                 | ?                                                    | osttirolisch-salzburgisches Adelsgeschlecht |                                            |
| Latour                              | ?                                                    | Bündner Adelsfamilie aus Breil/Brigels in der Cadi in der Surselva im schweizerischen Kanton Graubünden |                                            |
| Lattorff                            | seit 1182                                            | anhaltisches Adelsgeschlecht |                                            |
| Laubenberg                          | seit 1263                                            | schwäbisches Adelsgeschlecht; Stammburg war die Alt-Laubenberg bei Grünenbach im Westallgäu |                                            |
| Laucha                              | 1271 bis 15. Jahrhundert                             | erloschenes thüringisches Herrengeschlecht |                                            |
| Laucha                              | 1223 bis 16. Jahrhundert                             | erloschenes thüringisches Herrengeschlecht aus dem Ort Laucha im Landkreis Gotha |                                            |
| Lauer von Münchhofen                | seit 1790                                            | preußisches Adelsgeschlecht |                                            |
| Lauffen                             | 1037–1212                                            | früh erloschenes fränkisches Adelsgeschlecht |                                            |
| Lauginger                           | 1283–1746                                            | schwäbisches Patrizier- und Adelsgeschlecht |                                            |
| Le Coq                              | seit 1565                                            | Hugenottische Familie, die später in Preußen und Sachsen ansässig wurde |                                            |
| Le Duchat de Dorville               | seit 1538                                            | Hugenottische Familie, die später in Preußen ansässig wurde |                                            |
| Le Fort                             | 1035–1327                                            | ursprünglich aus Piemont stammende Genfer Patrizier-Familie und davon abstammendes mecklenburgisches und pommersches Adelsgeschlecht |                                            |
| Le Tanneux von Saint Paul           | seit 1634                                            | aus Frankreich stammendes Geschlecht; 1721 preußische Adelsbestätigung; 1889 preußische Genehmigung zur Führung des Namens Le Tanneux von Saint Paul |                                            |
| (von dem Oberhaus genannt) Lebbinck | bis 15. Jh.                                          | erloschenes westfälisches Adelsgeschlecht |                                            |
| Lebenberg                           | bis 1426                                             | erloschenes Tiroler Adelsgeschlecht |                                            |
| Lechsgemünd-Graisbach               | 1035–1327                                            | erloschenes fränkisch-bayerisches Adelsgeschlecht im Mittelalter |                                            |
| Ledebur                             | seit 1195                                            | westfälisches Uradelsgeschlecht; 1719 böhmischer Freiherrenstand; österreichischer Grafenstand |                                            |
| Leden                               | 13. Jahrhundert bis 1557                             | Patrizier- und Adelsfamilie aus Tecklenburg in Westfalen |                                            |
| Ledóchowski                         | seit 1457                                            | polnisches und österreichisches Adelsgeschlecht; 1800 erbländisch-österreichische Grafenwürde |                                            |
| Leerodt                             | ?                                                    | jülich-bergisches Uradelsgeschlecht |                                            |
| Leers                               | seit 1791                                            | mecklenburgisches Adelsgeschlecht, 1791 Reichsadelsstand, 1821 in die Mecklenburgische Ritterschaft rezipiert |                                            |
| Leesen                              | seit ca. 1300                                        | schleswig-holsteinisches Adelsgeschlecht; 1861 Freiherrenstand |                                            |
| Lehndorff                           | seit 1236                                            | ostpreußisches Uradelsgeschlecht; 1687 Reichsgrafen |                                            |
| Lehsten                             | seit 1255                                            | mecklenburgischer Uradel, nach Namens- und Wappenvereinigung mit den v. Dingelstedt 1807 in Schlesien im Freiherrenstand blühend |                                            |
| Lehwaldt                            | seit 1290                                            | niederlausitzer Uradel |                                            |
| Leiningen / Leiningen-Heidesheim    | seit 1128                                            | edelfreies Grafengeschlecht aus dem pfälzischen Raum; 1779 Fürstenstand |                                            |
| Leipa                               | 1277–1682                                            | erloschenes böhmisches Geschlecht |                                            |
| Leipzig                             | seit 1185                                            | meißnischer Uradel |                                            |
| Leis von Laimburg                   | ab 1591                                              | tirolisches Briefadelsgeschlecht; 1591 Adelsstand |                                            |
| Burggrafen von Leisnig              | 1171–1538                                            | erloschenes Geschlecht der Burggrafen auf Burg Leisnig |                                            |
| Leisnig (Merseburg, Naumburg)       | bis 16. Jh.                                          | erloschenes Ministerialengeschlecht auf Burg Leisnig |                                            |
| Leisnig (Naumburg)                  | bis 15. Jh.                                          | erloschenes Ministerialengeschlecht auf Burg Leisnig |                                            |
| Leithe                              | 1230 bis ca. 1460                                    | erloschenes westfälisches Uradelsgeschlecht |                                            |
| Leithe                              | ab 1335                                              | westfälisches Uradelsgeschlecht |                                            |
| Leliwa                              | ?                                                    | polnisch-preußisches Adelsgeschlecht |                                            |
| Lembeck                             | bis 1526                                             | erloschenes westfälisches Uradelsgeschlecht |                                            |
| Lemberg                             | ab 1277                                              | westfälisches Uradelsgeschlecht |                                            |
| Lemgow                              | bis 17. Jh.                                          | erloschenes westfälisches Patrizier- und Adelsgeschlecht |                                            |
| Lendersheim                         | ?                                                    | fränkisch-schwäbisches Adelsgeschlecht |                                            |
| Lengenbach                          | ?                                                    | edelfreies, bayerisch-niederösterreichisches Adelsgeschlecht |                                            |
| Lengerke                            | seit 1257                                            | Osnabrücker Ratsgeschlecht |                                            |
| Lengfeld                            | ?                                                    | bayerisches Uradelsgeschlecht |                                            |
| Lengheimb                           | ?                                                    | Adelsgeschlecht aus der Steiermark, das sich als ritterliche steirische Familie mit Besitzungen auch in der Krain sowie in Niederösterreich verzweigte |                                            |
| Lenk von Wolfsberg                  | Ende 18. Jh. bis 1943                                | österreichisches Adelsgeschlecht; |                                            |
| Lentersheim                         | 12. Jh. bis 1799                                     | fränkisch-schwäbisches Adelsgeschlecht |                                            |
| Lenthe                              | 1225–1907                                            | ausgestorbenes niedersächsisches Uradelsgeschlecht |                                            |
| Lenzburg                            | 1077–1173                                            | erloschenes Schweizer Adelsgeschlecht |                                            |
| Leonberg                            | 1200–1319                                            | im Mittelalter erloschenes niederbayerisches Adelsgeschlecht |                                            |
| Leonhardi                           | seit 1610                                            | hessischen Adelsgeschlecht |                                            |
| Leonrod                             | ca. 1218                                             | mittelfränkischer Uradel; 1745 Reichsgrafenstand |                                            |
| Leopold von Schwarzenhorn           | 1572 bis 17. Jh.                                     | erloschenes Tiroler Briefadelsgeschlecht; 1572 Adelsstand des Fürstentums Brixen; 1629 rittermäßiger Adelsstand |                                            |
| Leoprechting                        | seit 1305                                            | altbayerischer Uradel; 1685 Reichsfreiherren, 1694 und 1813 bayerischer Freiherrenstand |                                            |
| Lepel                               | seit 1236                                            | pommersches und mecklenburgisches Uradelsgeschlecht; Haus Nassenheide: Preußischer Grafenstand 1749; Haus Grambow: 1810 westf. Grafenstand; Haus Netzelkow: 1812 westfälische Anerkennung des Baronats; Haus Wieck: 1837 preußischer Grafenstand. |                                            |
| Lerch von Dirmstein                 | 1281–1699                                            | erloschene Uradelsfamilie aus der Pfalz |                                            |
| Lerchenfeld                         | seit 1070                                            | bayerisches Uradelsgeschlecht; 1653 Reichsfreiherrenstand; 1698 Reichsgrafenstand |                                            |
| Lersner                             | seit 1447                                            | aus Hessen stammendes briefadliges und später zum reichsstädtischen Patriziat in Frankfurt am Main gehörende Geschlecht |                                            |
| Lesche von Mühlheim                 | 1258 bis 19. Jh.                                     | mittelhessisches Adelsgeschlecht |                                            |
| Lesedow                             | seit 18. Jh.                                         | estländisches Adelsgeschlecht, mutmaßlich schottischer Abstammung |                                            |
| Lessel                              | seit 1112                                            | schlesisches Uradelsgeschlecht |                                            |
| Lethmate                            | bis 1714                                             | erloschenes westfälisches Uradelsgeschlecht |                                            |
| Lettow-Vorbeck                      | seit 1330                                            | hinterpommersches Uradelsgeschlecht |                                            |
| Leublfing                           | 1174–1985                                            | erloschener niederbayerischer Uradel; 1604 Reichsfreiherrenstand; 1690 Reichsgrafenstand |                                            |
| Leuchtenberg                        | 1146–1646                                            | Adelsgeschlecht des Mittelalters |                                            |
| Leuth von Hachenburg                | Ende 15. Jahrhundert–ca. Mitte 17. Jahrhundert       | Ratsgeschlecht aus dem westerwäldischen Hachenburg, im 16./17. Jahrhundert eine der führenden Beamtenfamilien Hessens, 1629 Reichsadelsstand (erloschen) |                                            |
| Leuthorst oder Luthardessen         | seit 1380                                            | niedersächsisches Adelsgeschlecht |                                            |
| Leutrum von Ertingen                | seit 1106                                            | schwäbischer Uradel; 1781 sardinischer Grafenstand; 1884 württembergischer Freiherrenstand und Grafenstand |                                            |
| Leutsch                             | seit 1182                                            | Meißner Uradel, später auch in Schlesien, Hannover und Preußen |                                            |
| Levetzow                            | seit 1219                                            | mecklenburgischer Uradel; 1751 dänischer Grafenstand; 1867 Freiherren in Österreich; 1907 preußischer Freiherrenstand |                                            |
| Lewinski                            | seit 1526                                            | pomerellisch-kaschubisches Adelsgeschlecht |                                            |
| von der Leyen                       | seit 879                                             | von der Mosel stammendes Adelsgeschlecht; 1653 Reichsfreiherrenstand; 1711 Reichsgrafenstand; 1806 Fürstenstand |                                            |
| von der Leyen (zu Bloemersheim)     |                                                      | Krefelder Adelsgeschlecht, preußischer Freiherrenstand 1816 |                                            |
| Leyonfeldt                          | 1651–1652                                            | deutsch-baltisches Adelsgeschlecht; 1651 schwedischer Adelsstand; 1652 im Mannesstamm erloschen |                                            |
| Leyser                              | seit 1239                                            | in Einzellinien geadelte deutsch-österreichische Gelehrtenfamilie aus Winnenden in Württemberg; Reichsadelsstand 1739, 1770 bzw. 1790, im letzteren Jahr auch Reichsfreiherrenstand für eine Linie. |                                            |
| Leyser von Lambsheim                | 1368–1746                                            | pfälzisches Adelsgeschlecht, das sich nach dem Ort Lambsheim nannte |                                            |
| Lichnowsky                          | seit 1377                                            | oberschlesisches Uradelsgeschlecht; Freiherren; 1727 böhmischer Grafenstand; 1773 preußischer Fürstenstand. | Lichnowsky-Werdenberg                      |
| Lichtenberg                         | 12. Jh.                                              | fränkisches Grafengeschlecht | –                                          |
| Lichtenberg                         | 1197 bis 15. Jahrhundert                             | erloschenes elsässisches Adelsgeschlecht |                                            |
| Lichtenburg                         | 1203 bis Ende des 16. Jahrhunderts                   | erloschenes nordböhmisches Adelsgeschlecht; |                                            |
| Lichtenhain                         | 1129–1798                                            | erloschenes thüringisches Uradelsgeschlecht; |                                            |
| Lichtenstein                        | 1336–1850                                            | erloschenes fränkischen Adelsgeschlecht |                                            |
| Lidl von Mayenburg                  | 1549–1791                                            | erloschenes Briefadelsgeschlecht aus dem südlichen Tirol |                                            |
| Liebegg                             | bis 1433                                             | erloschenes Schweizer Adelsgeschlecht |                                            |
| Liebeherr                           | seit 1731                                            | pommersches Adelsgeschlecht, (1727) 1731 Reichsadelsstand, 1816 mecklenburgisches Indigenat |                                            |
| Liebenau                            | seit 1231                                            | meißnisches Adelsgeschlecht, 1659 Reichsadelsstand, 1764 preußische Adelsbestätigung |                                            |
| Liebenstein                         | seit 1200                                            | ursprünglich aus dem Elsass stammendes Uradelsgeschlecht; Freiherren |                                            |
| Liebert von Liebenhofen             | seit 1753                                            | Augsburger Patriziergeschlecht, 1753 Reichsritterstand, 1770 Freiherrenstand |                                            |
| Liebig                              | seit 1845                                            | hessisches Adelsgeschlecht |                                            |
| Liechtenstein                       | seit 1136                                            | eines der ältesten österreichischen Adelsgeschlechter |                                            |
| Liechtenstein-Kastelkorn            | 13. Jahrhundert bis 1761                             | erloschenes Adelsgeschlecht aus Südtirol; Ministerialen der Bischöfe von Trient und der Grafen von Tirol |                                            |
| Liedlau                             | seit 9. Jh.                                          | in Schlesien, Böhmen und Preußen verbreitetes Geschlecht |                                            |
| Lieli                               | 13. bis 15. Jh.                                      | schweizerisches Ministerialengeschlecht im Gefolge der Grafen von Kyburg, später der Grafen von Habsburg |                                            |
| Lienz und Lueg                      | bis 16. Jh.                                          | österreichisches Adelsgeschlecht |                                            |
| Lieres und Wilkau                   | seit 1744                                            | schlesisches, briefadliges Geschlecht; 1744 erblicher preußischer Adelsstand |                                            |
| von der Lieth                       | seit 1199                                            | bremisches Uradelsgeschlecht; später auch in Schweden ansässig |                                            |
| Lieven                              | seit ca. 1191                                        | deutschbaltisch-livisches Geschlecht; 1654 schwedischer Freiherrenstand, 1720 schwedischer Grafenstand, 1799 russischer Grafenstand, 1801 Reichsgrafenstand, 1826 russischer Fürstenstand |                                            |
| Ligerz                              | 1178–1586 bzw. 1380–1819                             | zwei Schweizer Adelsgeschlechter |                                            |
| Ligsalz                             | seit 1583                                            | Münchner Patrizierfamilie, die im Jahr 1583 als Ligsalz zu Ascholding in den Adelsstand erhoben wurde |                                            |
| Lilien                              | seit 1307                                            | westfälisches Adelsgeschlecht; 1798 rittermäßige Reichsadels- und Wappenbestätigung; 1756 Reichsfreiherrenstand |                                            |
| Liliencron                          | seit 1654                                            | deutsch-dänisches Adelsgeschlecht; 1654 Reichsadelsstand; 1665 dänische Adelsanerkennung; 1673 Reichsfreiherrenstand; 1829 dänischer Adelsstand mit Baronstitel |                                            |
| Lilienfeld                          | seit 1650                                            | schwedisch-baltisches Adelsgeschlecht |                                            |
| Limbeck von Lilienau                | seit 1790                                            | deutschböhmisch-österreichisches Briefadelsgeschlecht; 1790 und 1793 Reichsritterstand; 1831/2 und 1838 österreichischer Ritterstand und böhmisches Inkolat; 1837 Reichsfreiherrenstand |                                            |
| Limburg                             | 13. Bis Anfang 15. Jahrhundert                       | kurzlebiges, im 13. und 14. Jahrhundert in Limburg an der Lahn regierendes Adelsgeschlecht, einer Seitenlinie des Geschlechts der Grafen von Isenburg |                                            |
| Limburg-Arlon                       | 11.–13./14. Jahrhundert                              | Familie der Grafen und (ab 1140) Herzöge von Limburg |                                            |
| Limburg (inkl. Limburg-Broich)      | Anfang 14. Jh. bis 1511                              | westfälisch-rheinländisches Grafengeschlecht |                                            |
| Limburg-Stirum                      | seit 1056                                            | edelfreies Grafengeschlecht am Niederrhein; |                                            |
| von der Linde                       | seit 1317                                            | preußisches Adelsgeschlecht, auch im Patriziat von Thorn und Danzig vertreten, ab dem frühen 17. Jahrhundert Ausbreitung nach Schlesien und Pommern; 1631 schwedisches Indigenat, 1653 schwedischer Freiherrnstand |                                            |
| Linde                               | ab 1791/1839                                         | westfälisches Briefadelsgeschlecht; 1791 österreichischer Freiherrenstand; 1839 hessischer Adelsstand; 1859 liechtensteinischer Freiherrenstand; 1870 österreichischer Freiherrenstand |                                            |
| Linden (Pommern)                    | 1705–1785                                            | Kurzlebiges Briefadelsgeschlecht aus Pommern – aufgegangen in das Geschlecht Heyden-Linden |                                            |
| Linden (Schweiz/Süddeutschland)     | seit 1780                                            | aus dem Hochstift Lüttich stammendes, schweizerisch-süddeutsches Adelsgeschlecht, das 1780 in Wien durch Kaiser Joseph II. in den Reichsadelsstand erhoben wurde; siehe auch Lynden |                                            |
| Lindenau                            | seit 1181                                            | meißnisch-sächsischer Uradel |                                            |
| Lindenfels                          | seit 1497                                            | Adelsgeschlecht aus dem fränkischen und oberpfälzischen Raum; 1812 Freiherren |                                            |
| Lindenkampf                         | seit 1803                                            | westfälisch-preußisches Briefadelsgeschlecht; 1803 Reichsadelsstand; 1805 preußische Anerkennung |                                            |
| Lindequist                          | seit 1792                                            | 1792 Reichsadelsstand |                                            |
| Lindow-Ruppin                       | ca. 13. Jh.–1524                                     | edelfreies Grafengeschlecht im ausgehenden Mittelalter, Nebenlinie der Grafen von Arnstein |                                            |
| Lindstedt                           | seit 1809                                            | thüringisches Briefadelsgeschlecht; 1912 fürstlich schwarzburgischer Adelsstand |                                            |
| Lingen                              | seit 1845                                            | Aufnahme in die öselsche Adelsmatrikel 1845, davor wohl gewohnheitsrechtliche Nutzung des Adelsprädikats |                                            |
| Linger                              | 1701 bis ?                                           | preußisches Briefadelsgeschlecht, 1701 preußischer Adelsstand, 1787 preußischen Adelsstand in Form einer Adelserneuerung |                                            |
| Linker von Lützenwick               | bis 1844                                             | thüringisches Adelsgeschlecht |                                            |
| Linsingen                           | 1170/1230                                            | edelfreies hessisches Uradelsgeschlecht, 1684 und 1783 Reichsfreiherrnstand, 1769 Kurmainz. Bestätigung des Freiherrnstandes, 1813 Kgl. westphälische Bestätigung des Baronats, 1816 Kgl. preußischer Grafenstand, 1818 englische Naturalisation als Count Linsingen of Linsingen and Baron Linsingen, 1862 französische Adelsnaturalisation als Baron de Linsingen                                                                                                  |                                            |
| Linstow                             | seit 1281                                            | mecklenburgisches Uradelsgeschlecht, seit 1777 dänische Adelsnaturalisation |                                            |
| Lintelo                             | ab 1218                                              | niederländisch-westfälisches Uradelsgeschlecht; 1627 Freiherrenstand; 1664 Grafenstand |                                            |
| Linzenich                           | 1255 bis Anfang 18. Jh.                              | erloschenes rheinländisches Uradelsgeschlecht |                                            |
| Liphart                             | seit 17. Jh.                                         | deutsch-baltisches Adelsgeschlecht |                                            |
| Lippborg                            | bis 1790                                             | erloschenes westfälisches Uradelsgeschlecht |                                            |
| von / zur Lippe                     | seit 1123 (bzw. 913)                                 | deutsches Herrschergeschlecht, möglicherweise von den Grafen von Werl (seit 913) abstammend; Abdankung 1918 |                                            |
| von der Lippe                       | seit 1180                                            | westfälischer Uradel; 1916 österreichische Anerkennung des Freiherrenstandes. |                                            |
| Lipperheide                         | bis 18. Jh.                                          | erloschenes westfälisch-niederrheinisches Uradelsgeschlecht |                                            |
| Lipperheide                         | 1892–1906/1932                                       | erloschenes preußisches Briefadelsgeschlecht; 1892 preußischer Freiherrenstand |                                            |
| Littrow                             | ab 1835                                              | österreichisches Briefadelsgeschlecht; 1835 österreichischer Adelsstand |                                            |
| Liudgeriden                         | 7. bis 9. Jh.                                        | friesisches Adelsgeschlecht; Familie bzw. Sippe des heiligen Liudger | –                                          |
| Liudolfinger                        | 866–1024                                             | sächsisches Adelsgeschlecht und mittelalterliche deutsche Herrscherdynastie | –                                          |
| Livonius                            | seit 1570                                            | aus Sachsen stammendes Briefadelsgeschlecht, preußischer Adelsstand 1860, 1861 und 1888 |                                            |
| Lixfeld                             | 1346 bis ca. 1455                                    | erloschenes hessisches Uradelsgeschlecht |                                            |
| Lixfeld                             | 2. Hälfte 16. Jh. bis Mitte 17. Jh.                  | erloschenes westfälisches Uradelsgeschlecht |                                            |
| Lixfeld                             | 1737–1781                                            | erloschenes westfälisches Briefadelsgeschlecht; 1737 Reichsadelsstand |                                            |
| Löbbecke                            | seit 14. Jahrhundert                                 | Kaufmannsfamilie aus Iserlohn. Im 19. Jahrhundert wurde viele, meist landgesessene Mitglieder der Familie in den preußischen Adelsstand erhoben. |                                            |
| Lobdeburg                           | 12.–15. Jahrhundert                                  | erloschenes, aus Franken stammendes edelfreies Geschlecht | Hartmannescher StammOttoischer Stamm       |
| Lobenthal                           | seit 1713                                            | preußisches Adelsgeschlecht |                                            |
| Lobkowitz (Lobkowicz)               | 1408                                                 | Älterer Stamm: 1840 Freiherren; Jüngerer Stamm, Linie Chlumetz: 1624 Reichsfürstenstand; 1786 Herzogstitel; Linie Bilin: 1635/1670 Reichsgrafenstand |                                            |
| Locatelli                           | seit 1229                                            | Adelsfamilie, die aus Bergamo stammt und nach Österreich kam; 1229 Adelsdiplom; 1647 Freiherrenstand; 1816 Grafenstand |                                            |
| Lochau                              | seit 1445                                            | sächsisches, preußisches und bayerisches Adelsgeschlecht |                                            |
| Lochausen                           | seit 1803                                            | niedersächsisches Briefadelsgeschlecht; 1803 preußischer Adelsstand; 1813 Ritterstand |                                            |
| Lochner (Lochner von Hüttenbach)    | seit 1274                                            | fränkischer Uradel; 1814 bayerische Freiherren |                                            |
| Lochow                              | seit 1241                                            | Havelländischer Uradel |                                            |
| Lockstaedt                          | seit 1253                                            | mittelmärkischer Uradel, Ausbreitung nach Pommern, Ostpreußen und Russland |                                            |
| Lode                                | seit 1229                                            | deutsch-baltischer Uradel; 1630 schwedisches Indigenat; 1810 finnisches Indigenat |                                            |
| Lode                                | 1242–1731                                            | pommerscher Uradel |                                            |
| Lodron                              | seit 1124                                            | ursprünglich italienisches Adelsgeschlecht aus dem Trentino, das im 16. und 17. Jahrhundert auch im deutschen Sprachraum Fuß fasste |                                            |
| Loë                                 | seit 1251                                            | westfälischer Uradel; 1629 Reichsfreiherrenstand; 1707 kurfürstlich brandenburgischer Reichsgrafenstand |                                            |
| Loën                                | seit 1389                                            | aus Geldern stammendes Adelsgeschlecht, das später im preußischen Westfalen, in Anhalt, Oberschlesien und Pommern ansässig war |                                            |
| Loën                                | ab 1240                                              | westfälisches Uradelsgeschlecht aus Iserlohn |                                            |
| Loebell                             | seit 1290                                            | schlesischer Uradel |                                            |
| Loeben                              | seit 1253                                            | uradeliges Herren-, Freiherren- und Grafengeschlecht; 1642 Reichsfreiherrenstand; 1790 Reichsgrafenstand |                                            |
| Löffelholz von Colberg              | seit 1385                                            | Patrizierfamilie der Reichsstadt Nürnberg; 1708 Reichsfreiherrenstand |                                            |
| Logau                               | 1305 bis 20. Jahrhundert                             | schlesisches Adelsgeschlecht. 1605 böhmischer Freiherrenstand als „Logau und Olbersdorf“, 1733 Grafentitel. |                                            |
| Logothetti                          | ?                                                    | entstammten einer ursprünglich griechischen Familie, die durch ihr Tun zuerst in den venezianischen, alsdann österreichischen Grafenstand aufstieg |                                            |
| Lohma                               | 1125 bis 1880                                        | zunächst im Böhmischen (Franzensbad), dann im Meissnischen (Lohmen), zwischenzeitlich im Anhaltischen, dem Stift Zeitz und Naumburg und in Thüringen reich begütert |                                            |
| Lohn                                | Seit 1085                                            | westfälisches EdelherrengeschlechtL; Grafen von Lohn 1316 erloschen; 1737 Reichsfreiherrenstand |                                            |
| Lohra                               | 1116 bis 1227                                        | thüringisches Adelsgeschlecht, Herrscher der Grafschaft Lohra |                                            |
| Lölhöffel von Löwensprung           | seit 1516                                            | Ostpreußisches Geschlecht; 1647 Adelsstand; polnische Lölhöffels nannten sich seit 1768 Lelewel. |                                            |
| Longo von Liebenstein               | seit 1656                                            | tirolisches Briefadelsgeschlecht; 1656 Adelsfreiheit; 1803 Freiherrenstand |                                            |
| Lonstorf                            | 1167–1342                                            | erloschenes Ministerialengeschlecht der Bischöfe von Passau |                                            |
| Loos von Losimfeldt                 | 1167–1342                                            | böhmisches und österreichisches Adelsgeschlecht; 1861 österreichischer Adelstitel |                                            |
| Looz-Corswarem                      | seit 1016                                            | ursprünglich belgisches Adelsgeschlecht |                                            |
| Lorber von Lorberau                 | seit 1741                                            | erloschene österreichische Adelsfamilie; 1741 Adelsstand |                                            |
| Lorber von Störchen                 | 1571–1857                                            | erloschene kurbayerische Biefadelsfamilie;1571 Reichsadelsstand |                                            |
| Lore                                | 1259 bis 15. Jh.                                     | erloschenes westfälisches Uradelsgeschlecht |                                            |
| Lorenz                              | seit 1790                                            | sächsisches, schlesisches und preußisches Adelsgeschlecht |                                            |
| Lösch von Hilkertshausen            | ?                                                    | bayerisches Adelsgeschlecht |                                            |
| Löschebrand                         | ab 1321                                              | brandenburgisches Adelsgeschlecht |                                            |
| Losenstein                          | seit 1252                                            | Adelsgeschlecht mit Stammburg Losenstein in Losenstein (Oberösterreich), die sich auch in Niederösterreich, Bayern und Nordböhmen verzweigten und zu den Apostelgeschlechtern Österreichs zählen |                                            |
| Löser                               | ?                                                    | sächsisches Adelsgeschlecht; 1745 Reichsgrafenstand |                                            |
| Lösnich                             | ab 1226                                              | rheinländisches Adelsgeschlecht |                                            |
| Lossow (Lossau)                     | seit 1208                                            | märkisches Uradelsgeschlecht |                                            |
| Loudon                              | seit 1759                                            | deutsch-baltisches Adelsgeschlecht |                                            |
| Löw von Steinfurth                  | seit 1301                                            | Ursprünglich mittelrheinisches, heute hessisches Adelsgeschlecht. |                                            |
| Löwe Kiedrowski                     | seit 1366                                            | kaschubisches, später preußisches Adelsgeschlecht aus Westpreußen |                                            |
| Löwen                               | seit 1592                                            | deutsch-baltisches Adelsgeschlecht; 1649 Naturalisation in Schweden; 1723 Introduktion in schwedische Ritterschaft; schwedischer Freiherrenstand 1731, 1752 und 1776; Immatrikulation bei estländischer Ritterschaft 1746; schwedischer Grafenstand 1752 |                                            |
| Löwenstein                          | 1160/1253                                            | hessische Uradelsfamilie |                                            |
| Löwenstein-Wertheim                 | 1463                                                 | deutsches Uradelsgeschlecht; 1494 Reichsgrafenstand; 1813 württembergischer Fürstenstand |                                            |
| Löwenstein-Wertheim-Freudenberg     | 1611                                                 | 1611 durch Erbteilung erstandene Linie des Hauses Löwenstein-Wertheim; 1712 Fürstenstand |                                            |
| Löwenstern                          | seit 1537                                            | deutsch-baltischer Adel aus Estland und Livland, ursprünglich Rigemann, ab 1650 schwedischer Adel als „Rigemann von Löwenstern“, später Barone |                                            |
| Löwenstern                          | seit 1667                                            | süddeutsches Adelsgeschlecht |                                            |
| Löwenwolde                          | 1299–1872                                            | deutsch-baltischer Uradel, Barone (1854 anerkannt), 1726 russischer Grafenstand, 1740 Reichsgrafenstand |                                            |
| Löwis of Menar                      | seit 1434                                            | deutsch-baltischer Adelsgeschlecht, das aus Schottland stammte |                                            |
| Lowtzow                             | seit 1292                                            | mecklenburgisches Adelsgeschlechts mit dem Stammhaus Levitzow bei Teterow |                                            |
| Lübtow                              | seit 15. Jh.                                         | pommersches Adelsgeschlechts |                                            |
| Lüchau                              | 1266–1756                                            | erloschenes oberfränkisches Adelsgeschlecht |                                            |
| Lucius                              | seit 1888                                            | thüringischen Familie mit Stammreihe seit dem 17. Jahrhundert, preußischer Adelsstand am 5. Mai 1888 |                                            |
| Luck                                | seit 1253                                            | deutscher Uradel aus Schlesien |                                            |
| Luckner                             | seit 1778                                            | dänisches – deutsches Adelsgeschlecht. 1778 dänischer Freiherrenstand, 1784 dänischer Grafenstand, 1787 Kurfürstlich pfalzbayerischer Adelsstand |                                            |
| Ludowinger                          | 1080–1247                                            | Herrscher-Dynastie im mittelalterlichen Thüringen und Hessen |                                            |
| Ludwig von Demuth                   | ?                                                    | erloschenes ermländisch-preußisches Adelsgeschlecht |                                            |
| Ludwiger                            | seit 1597                                            | 1597 in der Adelsstand erhobenes Pfännergeschlechts der Stadt Halle (Saale); 1696 Erneuerung des Adelsstands; 1696 kursächsische Anerkennung des Adelsstands |                                            |
| Ludwigstorff                        | seit 1703                                            | österreichisches Hochadelsgeschlecht |                                            |
| Lücken                              | seit (1286) 1351                                     | mecklenburgisches Adelsgeschlecht |                                            |
| Lüder                               | seit 1696                                            | brandenburgisches, später auch baltisches Briefadelsgeschlecht; |                                            |
| Lüderitz                            | seit 1247                                            | altmärkischer Uradel; |                                            |
| Lüdinghausen genannt Wolff          | seit 1174                                            | westfälisches Uradelsgeschlecht; später im Baltikum |                                            |
| Lugelin                             | 1247–1494                                            | erloschenes niederhessisch-thüringisches Niederadelsgeschlecht |                                            |
| von der Lühe                        | seit 1230                                            | Mecklenburgischer Uradel |                                            |
| Luitpoldinger                       | 807–989                                              | frühmittelalterliches Geschlecht der fränkischen Reichsaristokratie | –                                          |
| Lukowitz                            | ?                                                    | litauisches, polnisches, pommerellisches und preußisches Adelsgeschlecht |                                            |
| Lumerins                            | seit 1231                                            | Bündner Adelsgeschlecht |                                            |
| Lünde                               | seit 1354                                            | hannoveranisches Patriziergeschlecht |                                            |
| Lüneburg                            | 1302–1741 bzw. 1625–1961 (in weibl. Linie seit 1950) | zwei unverwandte Adelsgeschlechter: 1) ursprünglich aus der Hansestadt Lüneburg stammendes Geschlecht, das im Lübecker Patriziat aufstieg. 1641 gehören die Lüneburg zu den Familien in der Zirkelgesellschaft, deren Adel durch den Kaiser bestätigt wird; 2) morganatisches Geschlecht, das vom herzogl. Haus Braunschweig und Lüneburg abstammt, über Adoption einer Tochterlinie fortgeführt seit 1950 (des Stammes der Freiherren von dem Bussche-Haddenhausen) | Patriziergeschlecht morganatische Lüneburg |
| Lünen                               | bis 1524                                             | erloschenes Dortmunder und Soester Patrizier- und Adelsgeschlecht |                                            |
| Lünen                               | bis 17. Jh.                                          | erloschenes münstersches Ministerialengeschlecht |                                            |
| Lünen                               | bis 1533                                             | erloschenes Soester Patriziergeschlecht |                                            |
| Lüninck                             | seit 1444                                            | rheinisch-westfälisches Adelsgeschlecht; 1845 preußische Anerkennung des Freiherrenstandes |                                            |
| Lupfen                              | 1065–1582                                            | erloschenes Adelsgeschlecht mit Besitzungen in der Baar, im Schwarzwald, im Klettgau und im Elsass |                                            |
| Lürwald                             | seit 1313                                            | westfälisches Adelsgeschlecht |                                            |
| Lürzer von Zechenthal               | seit 1671                                            | Salzburger Adelsgeschlecht |                                            |
| Lüschwitz                           | bis 18. Jahrhundert                                  | erloschenes fränkisches Adelsgeschlecht mit Ursprung im sächsischen Raum |                                            |
| Luternau                            | seit 1226                                            | kyburgische und habsburgische Ministerialenfamilie |                                            |
| Lütgendorf                          | seit 1699                                            | deutsch-österreichisches Adelsgeschlecht |                                            |
| von der Lütke                       | ab 1643                                              | preußisches Briefadelsgeschlecht |                                            |
| Lütkendorpe                         | bis 15. Jh.                                          | westfälisches Adelsgeschlecht |                                            |
| Lutomski                            | ab 1570                                              | preußisch-polnisches Adelsgeschlecht |                                            |
| Luttelnau                           | 1295–1417                                            | erloschenes westfälisches Adelsgeschlecht mit Besitzungen in Essen |                                            |
| Lutten                              | 1177 bis 18. Jh.                                     | erloschenes niedersächsisches Adelsgeschlecht |                                            |
| Lüttichau                           | seit 1355                                            | meißnischer Uradel; 1769 Reichsgrafenstand (Linie Kmehlen, jüngeres Haus); 1791 Reichsgrafenstand (Linie Tjele, jüngeres Haus); 1865 Freiherren (Linie Kmehlen, älteres Haus); 1877 Freiherren (Linie Ulberdorf). |                                            |
| Lüttwitz                            | seit 1321                                            | deutsches Uradelsgeschlecht; 1845 preußische Anerkennung des seit 1730 geführten Freiherrentitels; 1741 Freiherrentitel für Stamm Reuthau; |                                            |
| Lützelburg                          | seit 1166                                            | lothringisches Uradelsgeschlecht; 1665 Reichs- und erbländisch-österreichischen Alter Herrenstand, 1666 sächsischer Freiherrenstand, französische Anerkennung des Freiherrenstandes (Baronat) für das Gesamtgeschlecht, 1812 Eintragung bei der Freiherrenklasse der bayerischen Adelsmatrikel |                                            |
| Lützerode                           | bis 1864                                             | erloschenes rheinländisch-westfälisches Adelsgeschlecht; 1652 Freiherrenstand |                                            |
| Lützow (Lützau)                     | seit 1287                                            | mecklenburgisches Uradelsgeschlecht; 1643 Reichsfreiherrenstandserneuerung (Haus Goldenbow); Reichsgrafenstand 1692 (Linie Seedorf); 1786 böhmischer Freiherrenstand (Haus Groß-Brütz); 1869 preußische Freiherren (Haus Schwechow) |                                            |
| Luxburg                             | seit 1386                                            | St. Gallener Ratsgeschlecht; 1776 Reichsritterstand; 1779 Reichsfreiherrnstand; 1790 Reichsgrafenstand; |                                            |
| Luxemburg                           | 1288–1437                                            | deutsches Fürstengeschlecht, das neben den Habsburgern die meisten römisch-deutschen Könige des Spätmittelalters stellte; Das Haus Luxemburg-Ligny ist die in Frankreich naturalisierte jüngere Linie des deutschen Hauses Limburg-Arlon |                                            |
| Lynar                               | seit 1347                                            | preußische Grafenfamilie italienischen Ursprungs; 1807 österreichischer Fürstenstand |                                            |
| Lyncker                             | seit 1658 und 1688                                   | hessisches, später auch sächsisches Briefadelsgeschlecht |                                            |
| Lynden                              | ?                                                    | ursprünglich geldrisches Adelsgeschlecht; siehe auch Linden |                                            |
| Lyskirchen                          | 2. Hälfte 12. Jh. bis 1808                           | erloschenes Kölner Patrizier- und Adelsgeschlecht |                                            |